# Teima
TEIMA. Revista galega de información xeral, va ser un setmanari gallec que es va editar entre 1976 i 1977. Va ser la primera revista periodística d'informació general que es va publicar íntegrament en gallec a Galícia. El primer número va aparèixer el 15 de setembre de 1976 i va deixar de publicar-se, amb el número 35, l'agost de 1977, per dificultats econòmiques derivades de la manca de finançament i publicitat.
Editada per la Sociedade Galega de Publicacións, Afonso Ribas Fraga en va ser cofundador i gerent. El director va ser Ánxel Vence i entre els seus col·laboradors hi havia Víctor Fernández Freixanes, Manuel Rivas, Xavier Navaza, Pepe Carreiro, Xaquín Marín i Xurxo Lobato, que hi va publicar les seves primeres fotografies.
Des del principi va tenir dificultats per la manca de publicitat i la seva línia editorial va ser atacada per sectors polítics de dreta i esquerra. Una coalició nacionalista d'esquerra fins i tot va emetre entre els seus militants la consigna de donar-se de baixa de la publicació. Algunes forces polítiques que havien donat suport a la seva aparició i aportat capital a l'empresa, com el Partit Socialista Gallec, posteriorment es van mostrar crítics amb la publicació. Accionistes independents i membres de l'Assemblea Popular Gallega van ser els que més van lluitar per la continuïtat del setmanari.